# التغيير الإلكترونية
صحيفة التغيير الالكترونية السودانية وهي صحيفة يومية سياسية صدر عددها الأول في الثالث من مايو عام 2013 م. أسسها الدكتور الباقر العفيف، حيث يشغل منصب رئيس مجلس الإدارة.
وقد علقت الصحيفة صدورها عدة مرات بسبب المصادرات التي تعرضت لها من قبل جهاز الأمن الوطني،
موقع شبكة الجزيرة .
التغيير  صدر عددها الأول في الثالث من مايو عام 2013 م، وكان الثالث من مايو تاريخا مقصودا لأنه يوافق اليوم العالمي لحرية الصحافة، و”التغيير” صدرت في فترة هي الأسوأ في تاريخ الصحافة السودانية، إذ ان ظروف القمع والإخضاع الأمني الممنهج للصحف، والعقوبات الصارمة التي تفرض على اية صحيفة مستقلة التزمت بنقل الحقائق كما هي للمتلقي السوداني، دفعت كثيرا من الصحفيين السودانيين للاتجاه نحو الصحافة الإلكترونية فرارا من القيود الثقيلة التي تكبل الصحافة الورقية في ظل النظام الدكتاتوري الحاكم في السودان والمعادي بطبيعته لكل الحريات الأساسية وعلى رأسها حرية التعبير، وتجربة “التغيير” تأتي في هذا الإطار.